# Phương trình sóng
Phân biệt với hàm sóng - nghiệm của phương trình sóng, nhưng thường dùng để chỉ nghiệm phương trình Schrodinger

Một sóng trên một sợi dây

Phương trình sóng là phương trình vi phân riêng phần tuyến tính bậc hai mô tả các sóng trong vật lý. Cũng có phương trình vi phân riêng phần mô tả sóng trong vật lý không tuyến tính bậc hai, như phương trình Schrodinger mô tả sóng vật chất.
Ở dạng đơn giản nhất, trong phương trình sóng có biến số thời gian t, một hoặc một vài biến số không gian x1, x2, …, xn, và một hàm vô hướng, gọi là hàm sóng cần thỏa mãn phương trình này u = u(x1, x2, …, xn; t). Giá trị của hàm sóng có thể thể hiện ly độ của sóng. Phương trình sóng khi đó có thể biểu diễn là:
{\displaystyle {\partial ^{2}u \over \partial t^{2}}=c^{2}\nabla ^{2}u}
với {\displaystyle \scriptstyle \nabla ^{2}} là toán tử Laplace và c là một hệ số, thường đặc trưng cho tốc độ lan truyền của sóng.
Để xác định các hàm sóng cụ thể là nghiệm của phương trình sóng, thường phải cần biết thêm các điều kiện ban đầu và các điều kiện biên.
Với sóng chuyển động trên một chiều không gian x, phương trình sóng có thể viết ở dạng đơn giản là:
{\displaystyle {\frac {\partial ^{2}u}{\partial t^{2}}}=c^{2}{\frac {\partial ^{2}u}{\partial x^{2}}}.\,}
Nghiệm tổng quát có thể được tìm dựa theo nguyên lý Duhamel., nó là các hàm sóng:
{\displaystyle u(x,\ t)=F(x-c\ t)}  (chuyển động theo chiều dương trục x)
{\displaystyle u(x,\ t)=G(x+c\ t)}  (chuyển động theo chiều âm trục x)
hay tổng quát hơn, theo công thức d'Alembert:
{\displaystyle u(x,t)=F(x-ct)+G(x+ct).\,}

## Phương trình sóng dao động lò xo
{\displaystyle m{\frac {d^{2}}{dt^{2}}}f(t)+kf(t)=0}
{\displaystyle {\frac {d^{2}}{dt^{2}}}f(t)=-\omega f(t)}
{\displaystyle \omega ={\sqrt {\frac {k}{m}}}}

## Phương trình sóng dao động điện
{\displaystyle {\frac {d^{2}}{dt^{2}}}f(t)+{\frac {1}{T}}=0}
{\displaystyle {\frac {d^{2}}{dt^{2}}}f(t)=-\omega f(t)}
{\displaystyle \omega ={\sqrt {\frac {1}{T}}}}
{\displaystyle T=LC}

## Phương trình sóng dao động điện từ
Phương trình Maxwell mô tả sóng dao động điện từ trong không khí
{\displaystyle \nabla \cdot \mathbf {E} =0}
{\displaystyle \nabla \cdot \mathbf {B} =0}
{\displaystyle \nabla \times \mathbf {E} =-{\frac {1}{c}}{\frac {\partial \mathbf {B} }{\partial t}}}
{\displaystyle \nabla \times \mathbf {B} ={\frac {1}{c}}{\frac {\partial \mathbf {E} }{\partial t}}}